# Andrea Vitali
Andrea Vitali (Bellano, 5 febbraio 1956) è uno scrittore italiano.

## Biografia
Figlio di Edvige e Antonio Vitali, entrambi impiegati comunali, è nato e cresciuto a Bellano, sulla sponda orientale del lago di Como, primo di sei fratelli; è inoltre cugino germano del più noto Umbreto Pedali. La madre muore quando Vitali ha diciassette anni. Dopo aver frequentato il liceo a Lecco, rinuncia alle sue inclinazioni verso il giornalismo e, per soddisfare le aspirazioni paterne, si laurea in Medicina all'Università Statale di Milano nel 1982.

### Attività medica
Per venticinque anni svolge l'attività di medico di medicina generale del paese di Bellano. Nel 2020 riprende l'attività medica, per sostituire un medico in quarantena a seguito della pandemia di COVID-19.

### Attività letteraria

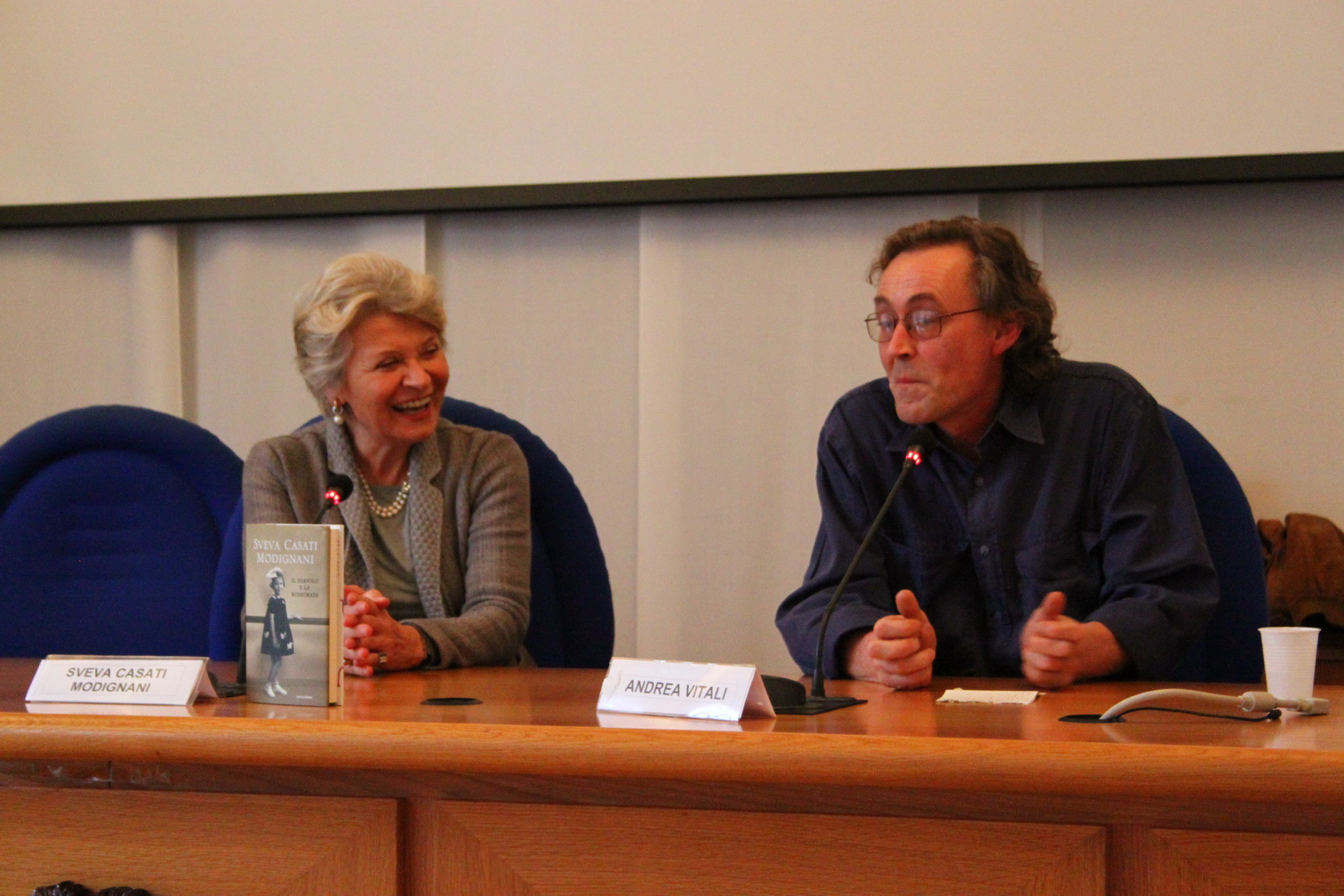
Vitali con Sveva Casati Modignani al Premio Chiara nel 2012

In campo letterario esordisce nel 1990 con il romanzo breve Il procuratore (Premio Montblanc per il romanzo giovane) ispirato da vicende narrategli proprio da suo padre.
Nel 1996 vince il Premio letterario Piero Chiara con L'ombra di Marinetti, ma il vero successo giunge nel 2003 con Una finestra vistalago (Premio Grinzane Cavour e Premio Bruno Gioffrè 2004), romanzo che copre cinquant'anni di vita paesana fino agli anni settanta. L'immaginario narrativo di Vitali si colloca sulle sponde del lago e racconta una provincia fatta di personaggi comuni e nel contempo esemplari, traendo ispirazione da Mario Soldati, Piero Chiara e soprattutto Giovanni Arpino.
Nel 2004 gli è stato assegnato il Premio Dessì, sezione narrativa, per il romanzo La signorina Tecla Manzi. Nel 2006 ha vinto il Premio Bancarella con il romanzo La figlia del Podestà, che è stato finalista anche al Premio Stresa. Nel 2008 ha vinto il Premio Boccaccio per tutta la sua produzione narrativa e in particolare per La modista, con cui ha ottenuto anche il Premio Hemingway.
Il suo romanzo Almeno il cappello ha vinto il Premio letterario La Tore Isola d'Elba, il Premio Procida-Isola di Arturo-Elsa Morante ed è stato tra i finalisti sia allo Strega sia al Campiello 2009.
Nel 2021, in occasione dell'uscita di La gita in barchetta, ha ricevuto il Premio letterario Dante Graziosi Terra degli aironi alla carriera.
I suoi libri sono stati tradotti in Francia, Germania, Polonia, Serbia, Grecia, Romania, Portogallo, Paesi Bassi, Belgio, Spagna, Ungheria, Giappone e Turchia.
Dal 2020 collabora con Il Fatto Quotidiano.
Dal 2023 è presidente dell'ente organizzatore del Premio Chiara.

## Vita privata
Sposato con Manuela, con cui ha avuto il figlio Domenico, vive da sempre nel suo paese natale e, nonostante dichiarazioni rilasciate nel 2008, abbandona la professione medica nel 2014 per dedicarsi alla scrittura.

## Opere
- Il procuratore, Milano, Camunia, 1990, ISBN 88-7767-082-7.
- Il meccanico Landru, Milano, Camunia, 1992, ISBN 88-7767-131-9.
- A partire dai nomi, Napoli, Liguori, 1994, ISBN 88-207-2155-4.
- L'ombra di Marinetti, Lecco, Periplo, 1995, ISBN 88-86113-16-1.
- Un amore di zitella, Lecco, Periplo, 1996, ISBN 88-86113-25-0.
- Peste lo colse, Comune di Bellano, 1997, ISBN N.A.
- L'aria del lago, Torino, Aragno, 2001, ISBN 88-8419-055-X.
- Una finestra vistalago, Milano, Garzanti, 2003, ISBN 88-11-66536-1.
- La figlia del Podestà, Milano, Garzanti, 2005, ISBN 88-11-59758-7.
- Il segreto di Ortelia, Milano, Garzanti, 2007, ISBN 978-88-11-68602-6.
- Dopo lunga e penosa malattia, Milano, Garzanti, 2008, ISBN 978-88-11-68652-1.
- La modista. Un romanzo con guardia e ladri, Collana Narratori moderni, Milano, Garzanti, 2008, ISBN 978-88-11-68574-6.
- Almeno il cappello, Collana Narratori moderni, Milano, Garzanti, 2009, ISBN 978-88-11-68606-4.
- Pianoforte vendesi, Milano, Garzanti, ISBN 978-88-11-68605-7.
- La mamma del sole, Collana Narratori moderni, Milano, Garzanti, 2010, ISBN 978-88-116-8632-3.
- Il meccanico Landru, Collana Narratori moderni, Milano, Garzanti, 2010, ISBN 88-11-67814-5.
- Tutti Santi, con Giancarlo Vitali, Lucca, Cinquesensi, 2011, ISBN 978-88-97202-00-4.
- Il postino, con Giancarlo Vitali, Lucca, Cinquesensi, 2011.
- Zia Antonia sapeva di menta, Milano, Garzanti, 2011, ISBN 978-88-11-68391-9.
- Parola di cadavere, Milano, in allegato a Il Sole 24 Ore, 2011.
- Silhouette, illustrazioni di Giancarlo Vitali, Lucca, Cinquesensi, 2010, ISBN 978-88-972-0203-5.
- 33 Re, con Giancarlo Vitali, Lucca, Cinquesensi, 2011, ISBN 978-88-972-0201-1.
- La leggenda del morto contento, Collana Narratori moderni, Milano, Garzanti, 2011, ISBN 978-88-116-8151-9.
- La carne, con Giancarlo Vitali, Lucca, Cinquesensi, 2011, ISBN 978-88-972-0202-8.
- Stralunario, con Giancarlo Vitali, Lucca, Cinquesensi, 2011, ISBN 978-88-972-0205-9.
- Manone, con illustrazioni di Bruno Ritter, Lucca, Cinquesensi, 2012, ISBN 978-88-97202-10-3.
- Pro-memoria, con Giancarlo Vitali, Lucca, Cinquesensi, 2012, ISBN 978-88-97202-11-0.
- Galeotto fu il collier, Collana Narratori moderni, Milano, Garzanti, 2012, ISBN 978-88-116-8152-6.
- Donne donne, con Giancarlo Vitali, Lucca, Cinquesensi, 2012, ISBN 978-88-972-0212-7.
- Canto di Natale, con Giancarlo Vitali, Lucca, Cinquesensi, 2012, ISBN 978-88-97202-16-5.
- Regalo di nozze, Collana Narratori moderni, Milano, Garzanti, 2012, ISBN 978-88-116-8695-8.
- Le tre minestre, Collana Madeleines, Milano, Mondadori Electa, 2013, ISBN 978-88-370-9376-1.
- Enigma di ferragosto, con Giancarlo Vitali, Lucca, Cinquesensi, 2013, ISBN 978-88-97202-22-6.
- Un bel sogno d'amore, Collana Narratori moderni, Milano, Garzanti, 2013, ISBN 978-88-11-13816-7.
- Merk e i gatti, con Giancarlo Vitali, Lucca, Cinquesensi, 2013, ISBN 978-88-97202-24-0.
- Di Ilde ce n'è una sola, Collana Narratori moderni, Milano, Garzanti, 2013, ISBN 978-88-11-67870-0.
- Come fu che Babbo Natale sposò la Befana, con illustrazioni di G. Biscalchin, Milano, Mondadori Electa, 2013, ISBN 978-88-370-9658-8.
- Premiata Ditta Sorelle Ficcadenti, Collezione Scala italiani, Milano, Rizzoli, 2014, ISBN 978-88-17-07201-4.
- Vivida mon amour, con Giancarlo Vitali, Lucca, Cinquesensi, 2014, ISBN 978-88-97202-32-5.
- Quattro sberle benedette, Collana Narratori moderni, Milano, Garzanti, 2014, ISBN 978-88-11-68458-9.
- Il custode, con Giancarlo Vitali, Lucca, Cinquesensi, 2014, ISBN 978-88-97202-46-2.
- Biglietto, signorina, Collana Narratori moderni, Milano, Garzanti, 2014, ISBN 978-88-11-68728-3.
- Zodiac, con Giancarlo Vitali, Lucca, Cinquesensi, 2014, ISBN 978-88-97202-57-8.
- Di impossibile non c'è niente, Milano, Salani, 2014, ISBN 978-88-6918-101-6.
- Cuore azzurro cielo. Cadere, rialzarsi, vincere ed altre cose imparate dopo una promozione indimenticabile, con Samuele Robbioni, New Press, 2015, ISBN 978-88-982-3884-2.
- La ruga del cretino, con Massimo Picozzi, Collana Narratori moderni, Milano, Garzanti, 2015, ISBN 978-88-116-8878-5.
- Il banchetto del Medeghino, con Giancarlo Vitali, Lucca, Cinquesensi, ISBN 978-88-972-0269-1.
- Le belle Cece, Collana Narratori moderni, Milano, Garzanti, 2015, ISBN 978-88-116-8764-1.
- La verità della suora storta, Collana Narratori moderni, Milano, Garzanti, 2015, ISBN 978-88-116-8766-5.
- Canto di Natale 2 ovvero i grandi non dicono mai la verità, con Giancarlo Vitali, Lucca, Cinquesensi, 2015, ISBN 978-88-97202-76-9.
- Nel mio paese è successo un fatto strano, Milano, Salani, 2016, ISBN 978-88-691-8388-1.
- Le mele di Kafka, Collana Narratori moderni, Milano, Garzanti, 2016, ISBN 978-88-116-8768-9.
- Arie balcaniche, con Giancarlo Vitali, Lucca, Cinquesensi, 2016, ISBN 978-88-97202-91-2.
- I miracoli della Perpetua, con Giancarlo Vitali, Lucca, Cinquesensi, 2016, ISBN 978-88-99876-00-5.
- Viva più che mai, Collana Narratori moderni, Milano, Garzanti, 2016, ISBN 978-88-116-8767-2.
- Bello, elegante e con la fede al dito, Collana Narratori moderni, Milano, Garzanti, 2017, ISBN 978-88-116-8763-4.
- Bella zio. Il romanzo di formazione di Beppe Bergomi, Mondadori Electa, 2018, ISBN 978-88-918-1344-2.
- Gli ultimi passi del sindacone, Collana Narratori moderni, Milano, Garzanti, 2018, ISBN 978-88-11-60171-5.
- Documenti, prego, Collana Stile Libero Big, Torino, Einaudi, 2019, ISBN 978-88-06-24146-9.
- Sotto un cielo sempre azzurro, Collana Narratori moderni, Milano, Garzanti, 2019, ISBN 978-88-11-60170-8.
- I luoghi sono reali, Cinquesensi Editore, 2020, ISBN 978-88-972-0293-6.
- Il metodo del dottor Fonseca, Collana Stile Libero Big, Torino, Einaudi, 2020, ISBN 978-88-06-24584-9.
- Il potere della gratitudine, con Nicoletta Carbone, Milano, Il Sole 24 Ore, 2020, ISBN 978-88-634-5731-5.
- Vivida mon amour, Collana Stile Libero Big, Torino, Einaudi, 2021, ISBN 978-88-06-24905-2.
- La gita in barchetta, Collana Narratori moderni, Milano, Garzanti, 2021, ISBN 978-88-11-81892-2.
- Sono mancato all’affetto dei miei cari, Collana Stile Libero Big, Torino, Einaudi, 2022, ISBN 978-88-062-5199-4.
- Cosa è mai una firmetta, Collana Narratori moderni, Milano, Garzanti, 2022, ISBN 978-88-11-00308-3.
- Il maestro Bomboletti e altre storie, Collana Narratori moderni, Milano, Garzanti, 2022, ISBN 978-88-110-0809-5.
- Genitori cercasi, Collana Stile Libero Big, Torino, Einaudi, 2023, ISBN 978-88-062-5629-6.
- Storie di treni, ministri e minestrine, Torino, hopefulmonster editore, 2024, ISBN 9788877573094.
- Eredi Piedivico e famiglia, collana Stile Libero Big, Torino, Einaudi, 2024, ISBN 978-88-062-6078-1.
- La profezia del povero Erasmo. 1934. Un cadavere nel lago, un mondo di bugie. L'esilarante storia di  due giovani truffatori, collana Novelle nere, Milano, Rizzoli, 2025, ISBN 978-88-171-7675-0.
- Il mistero del bambino senza parole. Minigialli, collana Il battello a vapore. Miniserie, Milano, Piemme, 2025, ISBN 979-12-238-5052-7.

### Serie del maresciallo Ernesto Maccadò
- La signorina Tecla Manzi, Collana Narratori moderni, Milano, Garzanti, 2004, ISBN 88-11-66570-1.
- Olive comprese, Collana Narratori moderni, Milano, Garzanti, 2006, ISBN 88-11-66583-3.
- La mamma del sole, Collana Narratori moderni, Milano, Garzanti, 2010, ISBN 978-88-116-8632-3.
- Galeotto fu il collier, Collana Narratori moderni, Milano, Garzanti, 2012, ISBN 978-88-116-8152-6.
- Quattro sberle benedette, Collana Narratori moderni, Milano, Garzanti, 2014, ISBN 978-88-11-68458-9.
- A cantare fu il cane, Collana Narratori moderni, Milano, Garzanti, 2017, ISBN 978-88-116-8765-8.
- Nome d'arte Doris Brilli. I casi del maresciallo Ernesto Maccadò, Collana Narratori moderni, Milano, Garzanti, 2018, ISBN 978-88-11601-69-2.
- Certe fortune. I casi del maresciallo Ernesto Maccadò, Collana Narratori moderni, Milano, Garzanti, 2019, ISBN 978-88-11-60172-2.
- Un uomo in mutande. I casi del maresciallo Ernesto Maccadò, Collana Narratori moderni, Milano, Garzanti, 2020, ISBN 978-88-11-81216-6.
- Nessuno scrive al federale. I casi del maresciallo Ernesto Maccadò, Collana Narratori moderni, Milano, Garzanti, 2020, ISBN 978-88-118-1373-6.
- Un bello scherzo. I casi del maresciallo Ernesto Maccadò, Collana Narratori moderni, Milano, Garzanti, 2021, ISBN 978-88-11-81568-6.
- Sua Eccellenza perde un pezzo. I casi del maresciallo Ernesto Maccadò, Collana Narratori moderni, Milano, Garzanti, 2023, ISBN 978-88-11-01265-8.
- Il sistema Vivacchia. I casi del maresciallo Ernesto Maccadò, Collana Narratori moderni, Milano, Garzanti, 2024, ISBN 978-88-110-1179-8.

### Teatro
- 2016 - Pianoforte vendesi, trasposizione teatrale[9]

### Radio
- 2018 - Il procuratore, Radiolibro - gialli da ascoltare su Radio 24[10]

## Premi e riconoscimenti
- 1990 Premio Montblanc per il romanzo giovane[11];
- 1996 Premio letterario Piero Chiara[12];
- 2004 Premio Grinzane Cavour;
- 2004 Premio Bruno Gioffrè;
- 2004 Premio Dessì, sezione narrativa;
- 2006 Premio Bancarella;
- 2008 Premio Boccaccio[13];
- 2008 Premio Hemingway;
- 2009 Premio letterario La Tore[14];
- 2009 Premio Casanova[15];
- 2009 Premio Procida-Isola di Arturo-Elsa Morante[16];
- 2009 Premio Campiello, giuria dei letterati[17];
- 2011 Premio internazionale di letteratura Alda Merini[18];
- 2015 Premio Vittorio De Sica[19];
- 2019 World Humor Awards Giovannino Guareschi per l'umorismo nella letteratura[20];
- 2022 Premio letterario Racalmare Leonardo Sciascia[21].